# Kodros

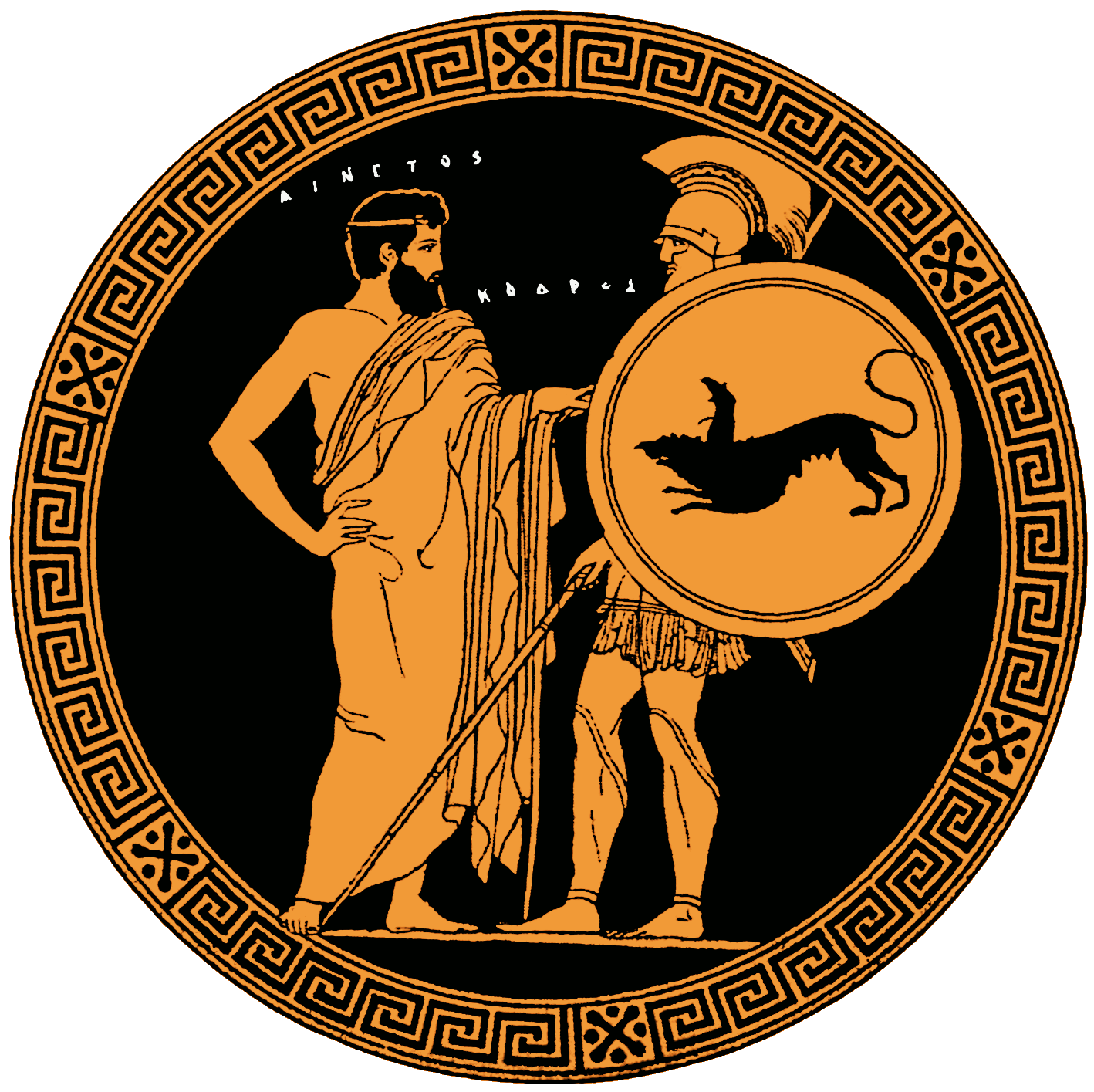
Kodros auf einer attisch-rotfigurigen Schale (Bologne)

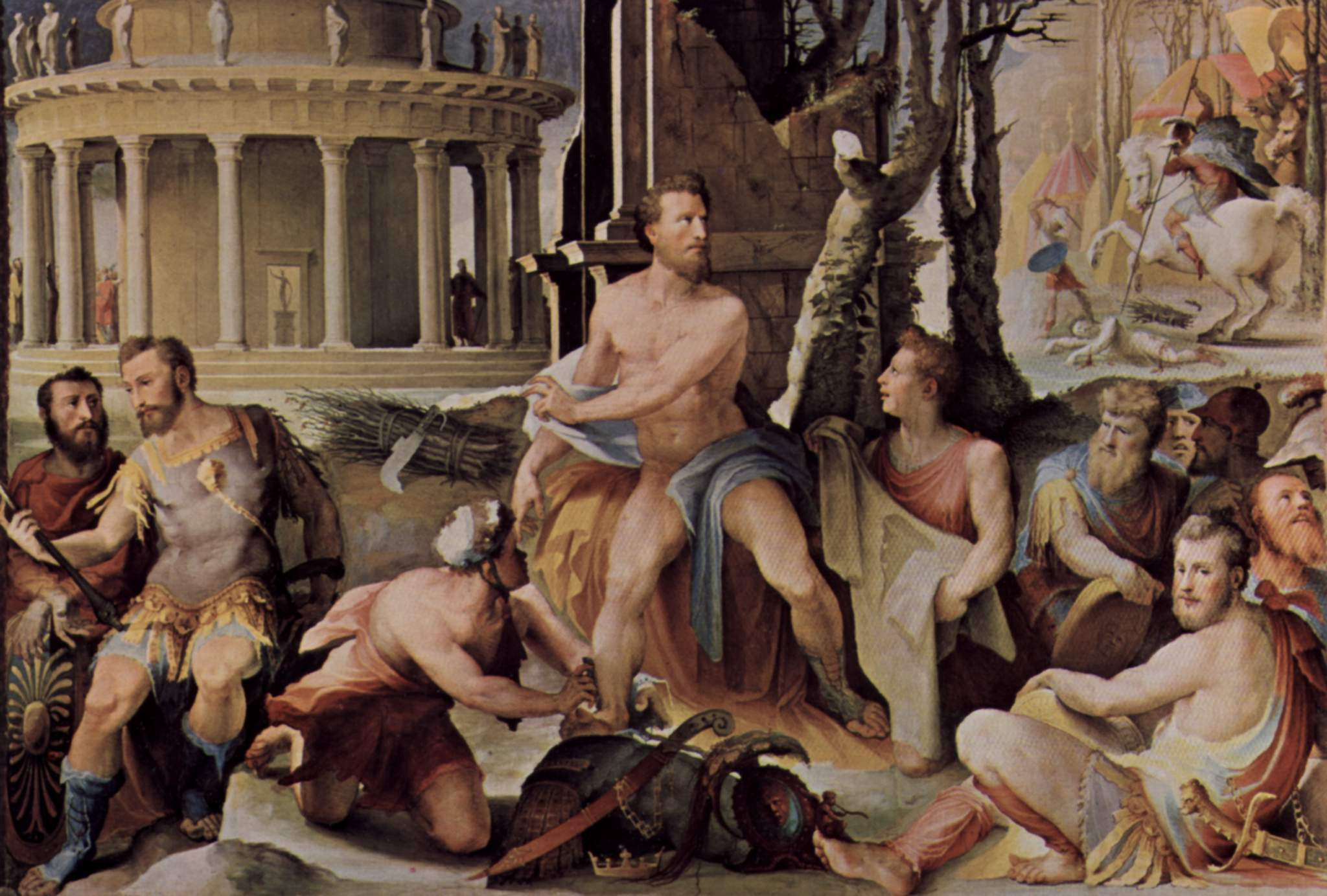
Domenico Beccafumi: Das Opfer des Kodros

Kodros (altgriechisch Κόδρος Kódros), der Sohn des Melanthos, war der letzte mythische König von Attika.
Nach der mythischen Überlieferung erklärte bei einem Einfall der Dorer das Orakel, die Athener würden nur dann siegen, wenn ihr König von den Feinden getötet werde. Kodros begab sich als Bauer verkleidet ins feindliche Lager, das sich am Fluss Ilisos befand. Er fing dort Streit an und wurde erschlagen, worauf die Dorer, nachdem sie von dem Orakelspruch Kunde erhielten, wirklich abzogen. Das bereits eroberte Megara überließen sie den Korinthern.
Die Nachfolge wird verschieden erzählt. Eine Version lautet: Unter dem Vorwand, es sei niemand würdig, Kodros als König zu folgen, benutzten die Eupatriden den Thronstreit seiner Söhne zur Aufhebung der Monarchie. Von Kodros’ Söhnen wurde Medon erster lebenslänglicher Archon, Neleus und Androklos gründeten Kolonien in Kleinasien.
In Delphi gab es eine von Phidias geschaffene Statue des Kodros.

## Literarische Bearbeitungen
Lessing interessierte sich in den 1750er Jahren für den Kodros-Stoff, kam aber über Skizzen zu einem geplanten Stück nicht hinaus. Johann Friedrich von Cronegk hingegen reichte 1757 seine fünfaktige Alexandriner-Tragödie „Codrus“ bei dem Nicolai’schen Preisausschreiben ein und wurde damit zum Sieger erklärt. Das Stück erschien daraufhin erstmals 1758 im Anhang zu den ersten beiden Bänden der Bibliothek der schönen Wissenschaften und der freyen Künste im Druck und erlebte späterhin weitere Ausgaben. Eine Aufführung in Hamburg wird in Gotthold Ephraim Lessings Hamburgischer Dramaturgie besprochen.